# Kōzaburō Yoshimura
Kōzaburō Yoshimura (吉村公三郎, Yoshimura Kōzaburō, 9 de setembre de 1911 - 7 de novembre de 2000) va ser un director de cinema japonès. Va dirigir 44 pel·lícules entre els anys 1939 i 1974.

## Filmografia
(incompleta)
- Genji Monogatari (1951)
- Before the Dawn (1953)
- An Osaka Story (1957)
- (女の坂 Onna no saka) (1960)
- Jokyo (1960)